# Кристоф фон Алтхан
Кристоф фон Алтхан (на немски: Christoph Freiherr von Althann; * ок. 1541; † 15 декември 1589) е фрайхер в Голдег и Мурщетен от австрийския благороднически род фон Алтхан и императорски съветник, президент на дворцовия съвет.

## Живот
Той е вторият син на Волфганг фон Алтхан († сл. 1541) и съпругата му Анна фон Пьотинг. След смъртта на баща му Кристоф фон Алтхан е поставен под опекунството и получава от чичо си Георг имението Мурщетен.
Кристоф фон Алтхан става през 1565 г. съветник на император Максимилиан II в Долна Австрия. През 1574 г. той е дворцов съветник и частен съветник на император Рудолф II и по-късно президент на дворцовия съвет.
Той и братята му Евстах († 1602) и Волфганг Вилхелм († 1592) са издигнати на 24 март 1574 г. на фрайхер в Голдег и Мурщетен. Същата година те са приети в „Херенхауз“ на Долна Австрия. През 1578 г. той е признат за гражданин (Индигенат) на Унгария. През 1580 г. той се оттегля и живее в именията си в Мурщетен.
Кристоф фон Алтхан умира на ок. 48 години на 15 декември 1589 г. Погребан е в църквата в Мурщетен близо до Вайсенкирхен.
Синът му Квинтин Лео фон Алтхан е издигнат на 18 юни 1610 г. на граф.

## Фамилия
Първи брак: през 1558 г. със София Маршал фон Райхенау († 8 юни 1570), дъщеря на Йоахим Маршал фон Райхенау и Зонберг и на Беатрикс фон Потенбрун. Бракът е бездетен.
Втори брак: на 27 декември 1571 г. с фрайин Елизабет фон Тойфел († 17 юни 1636 в Мурщетен), дъщеря на фрайхер Георг Тойфел († 1578) и Йозефина фон Виндиш-Грец († 1567). Те имат седем деца:
- Михаел Адолф фон Алтхан (* 1574, Мурщетен близо до Вайсенкирхен; † 7 май 1636, Виена), граф, австрийски военен командир и дипломат, женен I. януари 1603 г. за баронеса Елизабет фон Щотцинген († 14 август 1624), II. 1627 г. в Прага за Мария Ева фон Щернберг (* 1605; † 11 март 1668, Виена)
- Елизабет фон Алтхан (* пр. 1575; † сл. 1592), омъжена 1581 г. за Дитрих фон Велц цу Шпигелфелд, († 1616)
- Волфганг Дитрих фон Алтхан (1575 – 1623), фрайхер, женен I. 1601 г. за Мария Анна Катарина Крайирова, II. 1606 г. за Анна Доротея фон Щубенберг (1601 – 1636)
- София фон Алтхан (1576 – 1617), омъжена 1592 г. за Готфрид фон Пуххайм († 1638)
- Квинтин Лео фон Алтхан (1577 – 1634), граф на 18 юни 1610 г., женен I. пр. 1599 г. за графиня Катарина фон Турн-Валзасина († 1605), II. 1606 г. за Естер Сузана фон Щубенберг († 1610), III. сл. 1610 г. за Анна Катарина Щройн фон Шварценау († 1656)
- Юстина фон Алтхан (1578 – 1636), омъжена 1595 г. за Георг Еренрайх фон Пуххайм († 1612), син на фрайхер Николаус фон Пуххайм († 1591) и Барбара фон Пуххайм
- Анна фон Алтхан (1579 – 1637/1638), омъжена 1597 г. за фрайхер Георг Ахац Ененкл цу Албрехтсберг